# Judah Folkman
Moses Judah Folkman (Cleveland, 24 de fevereiro de 1933 — Denver, 14 de janeiro de 2008) foi um médico estadunidense.
Conhecido por suas pesquisas sobre a angiogênese e vasculogênese, processo em que tumores geram pequenos vasos sanguíneos para nutrir-se. Sua obra funda um ramo da pesquisa do câncer chamado "anti-angiogênese terapêutica".

## Origem
Nascido em 1933 em Cleveland, Ohio, Judah Folkman acompanhou seu pai, um rabino, em visitas a doentes hospitalizados. Por sete anos ele sabia que ele queria ser um médico, ao invés de seguir os passos do seu pai. Assim ele poderia então oferecer curas, além de conforto. Seu pai respondeu: "Nesse caso, você pode ser um rabino, como médico," palavras para o seu filho teve coração.
Dr. Folkman graduado  Ohio State University em 1953, e em seguida Harvard Medical School em 1957. Embora ainda um estudante de Harvard Medical School, ele desenvolveu um dos primeiros marcapassos. Após a sua graduação, ele fez sua residência em cirurgia Massachusetts General Hospital, onde subiu para o posto de chefe residente em cirurgia. Durante este tempo, Folkman trabalhou no câncer hepático e átrio em marcapassos.
Entre 1960 e 1962, Folkman servido na Marinha dos Estados Unidos, como um Tenente, onde estudou o crescimento dos vasos sanguíneos. Ele trabalhou no  National Naval Medical Center em Bethesda, Maryland. Durante o seu serviço na Marinha dos E.U., Folkman criou um dispositivo implantável calendarizados para liberação de drogas, o mesmo foi doado livre de patentes para o World Population Council. É agora conhecida como Norplant.

## Trabalho sobre a angiogênese
Em 1971, ele publicou um artigo no New England Journal of Medicine, afirmando que todos os canceres haviam sido tumores.Postulou que, um tumor poderia ter seu crescimento parado a partir do esgotamento de seu suprimento sanguíneo, muchando e morrendo. Embora sua hipótese tenha sido ignorada pela maioria dos especialistas na matéria; Folkman, em primeiro lugar, continuou sua pesquisa .
Após mais de uma década, sua teoria foi amplamente aceite. Ele foi considerado o principal especialista e fundador da angiogênese, campo que agora oferece muitas potencialidades na medicina, incluindo reversão da cegueira causada pela degeneração muscular. Ele treinou numerosos líderes em medicina e engenharia biomédica, incluindo Donald Ingber e Robert Langer.
Dr. Folkman foi pioneiro no uso de interferon Alfa em terapias, cura hemangiomas, crescimentos que muitas vezes ameaçam a vida dos bebés. Sua pesquisa levou ao desenvolvimento de compostos progressivamente mais potentes, como angiostatina, endostatina e vasculostatina, que têm travado com sucesso o crescimento de tumores em ratos de laboratório.
Em 2000, uma empresa farmacêutica, processou o Dr. Folkman, alegando que ele e o Hospital de Crianças de Boston, haviam roubado o crédito para o desenvolvimento de uma droga promissora que corta o fornecimento de sangue aos tumores, e ele ele em defesa da sua reputação contestou veementemente.
Há pelo menos 50 inibidores angiogénesicos - incluindo endostatina, angiostatin, 2ME2 (Panzem), e um trombospondina analógico - estão hoje em ensaios clínicos para o cancer, incluindo uma variedade de drogas que foram descobertas inesperadamente com efeitos anti-angiogênicos. Estes incluem o anti-inflamatório celecoxib (Celebrex); rosiglitazona (Avandia), uma droga comumente usada para tratar a diabetes tipo 2; doxiciclina, um antibiótico comum, e alguns medicamentos que também têm mecanismos de ação contra o cancer, incluindo Erbitux, Herceptin, Velcade e Tarceva. Mesmo algumas drogas quimioterápicas convencionais têm demonstrado efeitos anti-angiogênicos quando administrado com frequentemente em doses menores (ver anti-angiogênicos Quimioterapia abaixo). Folkman imaginou que algum dia os inibidores angiogénesicos seriam utilizados em conjunto ou em combinação com terapias convencionais como a quimioterapia antineoplásica, radioterapia, imunoterapia, terapia genética ou vacina terapêutica.

## Legado científico
Em 1968, o Folkman é nomeado Professor de Cirurgia Pediátrica na Harvard Medical School, onde foi também professor de Biologia Celular. Além de dirigir o Laboratório de pesquisas cirúrgicas do Hospital Infantil de Boston, que cresceu e se tornou o Vascular Biology Program, durante quase quatro décadas ele foi o diretor científico do hospital do Centro de Anomalias Vasculares.
Vascular Biology Program, for nearly four decades he was the scientific director of the hospital's Vascular Anomalies center Uma figura venerada no hospital, Folkman investia muitos esforços na investigação fora do domínio da Biologia Vascular, e ele incentivara novas colaborações no hospital para o estudo de doenças como a hidrocefalia e hemorragias no cérebro e os olhos do bebê prematuro. Suas apresentações ele as batizou standing-room-only audiences.
Folkman foi um membro da Academia Nacional de Ciências, do Instituto de Medicina, da Academia Nacional de Artes e Ciências, e da American Philosophical Society, entre muitos outros honorário nomeações. Ele foi um autor em cerca de 400 artigos e capítulos mais de 100 livros e monografias. Ele recebeu pontuações nos Estados Unidos, prêmios e menções honrosas por se distinguir em suas pesquisas, bem como numerosos prêmios internacionais, incluindo o Prémio Internacional do Canadá Gairdner Fundation, o Prêmio Wolf em Medicina da Isreal Fundation, o Premio Ernst Schering da Alemanha, em Roma's Gold Medal da Associação Italiana de Pesquisas do Cancer, o Dale Medalha da Sociedade de Endocrinologia do Reino Unido, e o premio Dr. Josef Steiner Cancer Research Award da Suiça. Em 2004, ganhou o Premio Principe das Astúrias de Investigação Científica, na Espanha. Finalmente em 2006, Folkman foi uma das sete pessoas nomeadas pelo Presidente dos Estados Unidos ao National Cancer Advisory Board do National Institutes of Health.
Uma das últimas e importantes descobertas que fez com os seus colaboradores foi a de que os promotores e os bioquímicos suppressores da angiogênese estão separados em diferentes alfa grânulos, dentro das plaquetas]. Isto levanta a possibilidade de terapias, com base no fornecimento de drogas que fisicamente segregão os sub-componentes das plaquetas. Isto não é fácil, pois também precisa angiogénesicicatrização, as plaquetas são fundamentais neste processo, que no mínimo é uma intrigante perspectiva.
As realizações científicas de Folkman são inigualáveis , ele fundou um novo campo da biologia e uma nova abordagem para a compreensão e tratamento do câncer e outras doenças. Ele tem dicipulou e colaborou com as centenas de colegas no Hospital infantil de Boston e em todo o mundo. No entanto, o seu maior legado pode ser sua vocação de curar, de melhorar os cuidados aos doentes, e para ensinar os outros médicos a curar com compaixão - lições aprendidas como o filho de um rabino em Columbus, Ohio.

## Morte
Dr. Folkman morreu em Denver de ataque cardiaco. No momento da sua morte, o Dr. Folkman era professor de Biologia Celular na Harvard Medical School e também diretor do Programa de Biologia Vascular do Hospital Infantil de Boston.
Ele ainda sobrevive nos corações de sua esposa, Paula, duas filhas e uma neta.

## Prêmios
O Prêmio Jacobson de Inovação, 2006, do Colégio Americano de Cirurgiões, honra em vida a cirurgiões que foram inovadores, desenvolvedores ou aprimoraram novas técnicas em qualquer área do domínio cirurgico. 
Em 2005, o Dr. Folkman foi convidado pars ser o principal orador do "Presidential Science Symposium" e do "ASCO Annual Meeting 2005". O "ASCO Annual Meetings" é o mais influente reunião de oncologia clínica em todo o mundo. Em 2003, "The Angiogenesis Foundation" atribuiu ao Dr. Folkman o "Distinguished Achievement Award".

## Veja ainda
Uma droga desenvolvida usando nanotecnologia através de um fungo, experimento em laboratório, pode ser eficaz contra uma ampla variedade de cânceres.
A droga, chamada lodamin, foi melhorada em uma das últimas experiências supervisionadas pelo Dr. Judah Folkman

http://news.yahoo.com/s/nm/20080629/ts_nm/cancer_nanoparticles_dc;_ylt=Ai1AfVam4RvyyPRr71ibjrKs0NUE
http://news.yahoo.com/s/nm/20080629/ts_nm/cancer_nanoparticles_dc;_ylt=Ai1AfVam4RvyyPRr71ibjrKs0NUE